# Holzminden
Holzminden è una città di 20.510 abitanti della Bassa Sassonia, in Germania.

È il capoluogo del circondario (Landkreis) omonimo (targa HOL).
Holzminden si fregia del titolo di "Comune indipendente" (Selbständige Gemeinde).